# Coupe d'Europe de rugby à XV 2018-2019
Navigation
Édition précédente Édition suivante
La Coupe d'Europe de rugby à XV 2018-2019, la vingt-troisième, oppose vingt équipes anglaises, écossaises, françaises, galloises et irlandaises.
La compétition se déroule du 12 octobre 2018 au 11 mai 2019, date de la finale au St James' Park de Newcastle upon Tyne en Angleterre.

## Présentation

### Équipes en compétition
Les vingt équipes qualifiées sont réparties comme suit :
- les six premiers de Premiership (championnat d'Angleterre) ;
- les six premiers du Top 14 (championnat de France) ;
- les sept meilleures franchises irlandaise, écossaise, galloise et italienne du Pro14, dont un barragiste ;
- la vingtième place est attribuée au vainqueur du Challenge européen 2017-2018 ou au finaliste si ce dernier est déjà qualifié.

La liste des clubs participants est donc la suivante :
| - Saracens (Premiership) - Exeter Chiefs - Wasps - Newcastle Falcons - Leicester Tigers - Bath Rugby - Gloucester Rugby | - Castres olympique (Top 14) - Montpellier HR - Racing 92 - Lyon OU - Stade toulousain - RC Toulon | - Leinster Rugby (Coupe d'Europe, Pro14) - Scarlets - Glasgow Warriors - Munster Rugby - Édimbourg Rugby - Cardiff Blues (Challenge européen) - Ulster Rugby |

### Tirage au sort
Le tirage a lieu le 20 juin 2018 au Musée olympique à Lausanne. Les équipes sont placées dans quatre chapeaux selon leurs résultats en phase finale et soumises à un tirage au sort.
Les quatre chapeaux pour le tirage des poules de la Champions Cup 2018-2019 :
| Chapeau 1         | Chapeau 2         | Chapeau 3        | Chapeau 4        |
| ----------------- | ----------------- | ---------------- | ---------------- |
| Saracens          | Newcastle Falcons | Lyon OU          | Bath Rugby       |
| Castres Olympique | Wasps             | Munster Rugby    | RC Toulon        |
| Leinster Rugby    | Racing 92         | Leicester Tigers | Cardiff Blues    |
| Scarlets          | Glasgow Warriors  | Stade toulousain | Ulster Rugby     |
| Montpellier HR    | Exeter Chiefs     | Édimbourg Rugby  | Gloucester Rugby |

### Format
Les formations s'affrontent dans une première phase de groupes en matchs aller-retour (six matchs pour chacune des équipes soit douze rencontres par groupe). Quatre points sont accordés pour une victoire et deux pour un nul et rien pour une défaite. De plus, des bonus peuvent être accordés par aux équipes qui inscrivent au moins quatre essais et/ou perdant par sept points d'écart ou moins. Les cinq équipes arrivées en tête de leur poule, classées de 1 à 5, et les trois meilleures deuxièmes, classées 6, 7 et 8 sont qualifiées pour la seconde phase éliminatoire. Les oppositions en quarts de finale sont définies de la manière suivante : équipe 1 contre équipe 8, 2 contre 7, 3 contre 6 et 4 contre 5.

## Phase de poules

### Notations et règles de classement
Dans les tableaux de classement suivants, les couleurs signifient :
|  | Qualifié pour les quarts de finale.     |
|  | Qualifié en tant que meilleur deuxième. |
|  | T : tenant du titre 2018                |

Attribution des points : victoire sur tapis vert : 5 points, victoire : 4, match nul : 2, forfait : -2 ; bonus : 1 (offensif : au moins quatre essais marqués et/ou défensif : défaite par sept points d'écart ou moins).
Départage des équipes:
- équipes dans des poules différentes : 1/ points classement ; 2/ différence de points ; 3/ nombre d'essais marqués ; 4/ plus bas nombre de joueurs suspendus/expulsés pour incident ; 5/ tirage au sort.

### Poule 1
| Rang | Équipe           | J | V | N | D | Em | Ee | Bo | Bd | Pm  | Pe  | Diff | Pts |
| ---- | ---------------- | - | - | - | - | -- | -- | -- | -- | --- | --- | ---- | --- |
| 1    | Leinster (T)     | 6 | 5 | 0 | 1 | 27 | 10 | 4  | 1  | 204 | 88  | +116 | 25  |
| 2    | Stade toulousain | 6 | 5 | 0 | 1 | 16 | 15 | 1  | 0  | 149 | 136 | +13  | 21  |
| 3    | Bath Rugby       | 6 | 1 | 1 | 4 | 14 | 19 | 1  | 3  | 115 | 152 | -37  | 10  |
| 4    | Wasps            | 6 | 0 | 1 | 5 | 13 | 26 | 1  | 1  | 116 | 208 | -92  | 4   |

### Poule 2
| Rang | Équipe            | J | V | N | D | Em | Ee | Bo | Bd | Pm  | Pe  | Diff | Pts |
| ---- | ----------------- | - | - | - | - | -- | -- | -- | -- | --- | --- | ---- | --- |
| 1    | Munster           | 6 | 4 | 1 | 1 | 14 | 9  | 2  | 1  | 138 | 72  | +66  | 21  |
| 2    | Exeter Chiefs     | 6 | 2 | 1 | 3 | 18 | 11 | 2  | 2  | 124 | 104 | +20  | 14  |
| 3    | Castres olympique | 6 | 3 | 0 | 3 | 11 | 16 | 1  | 1  | 97  | 142 | -45  | 14  |
| 4    | Gloucester Rugby  | 6 | 2 | 0 | 4 | 15 | 22 | 0  | 1  | 122 | 163 | -41  | 9   |

### Poule 3
| Rang | Équipe           | J | V | N | D | Em | Ee | Bo | Bd | Pm  | Pe  | Diff | Pts |
| ---- | ---------------- | - | - | - | - | -- | -- | -- | -- | --- | --- | ---- | --- |
| 1    | Saracens         | 6 | 6 | 0 | 0 | 23 | 10 | 4  | 0  | 185 | 81  | +104 | 28  |
| 2    | Glasgow Warriors | 6 | 4 | 0 | 2 | 19 | 16 | 3  | 0  | 147 | 119 | +28  | 19  |
| 3    | Cardiff Blues    | 6 | 2 | 0 | 4 | 19 | 22 | 2  | 0  | 138 | 174 | -36  | 10  |
| 4    | Lyon OU          | 6 | 0 | 0 | 6 | 10 | 23 | 0  | 0  | 87  | 183 | -96  | 0   |

### Poule 4
| Rang | Équipe           | J | V | N | D | Em | Ee | Bo | Bd | Pm  | Pe  | Diff | Pts |
| ---- | ---------------- | - | - | - | - | -- | -- | -- | -- | --- | --- | ---- | --- |
| 1    | Racing 92        | 6 | 5 | 0 | 1 | 26 | 15 | 5  | 1  | 196 | 121 | +75  | 26  |
| 2    | Ulster           | 6 | 5 | 0 | 1 | 18 | 16 | 2  | 0  | 131 | 128 | +3   | 22  |
| 3    | Scarlets         | 6 | 1 | 0 | 5 | 18 | 23 | 1  | 2  | 145 | 170 | -25  | 7   |
| 4    | Leicester Tigers | 6 | 1 | 0 | 5 | 14 | 22 | 2  | 1  | 115 | 168 | -53  | 7   |

### Poule 5
| Rang | Équipe            | J | V | N | D | Em | Ee | Bo | Bd | Pm  | Pe  | Diff | Pts |
| ---- | ----------------- | - | - | - | - | -- | -- | -- | -- | --- | --- | ---- | --- |
| 1    | Édimbourg Rugby   | 6 | 5 | 0 | 1 | 16 | 11 | 2  | 1  | 154 | 83  | +71  | 23  |
| 2    | Montpellier HR    | 6 | 3 | 0 | 3 | 21 | 11 | 3  | 1  | 158 | 116 | +42  | 16  |
| 3    | RC Toulon         | 6 | 2 | 0 | 4 | 16 | 21 | 1  | 1  | 134 | 180 | -46  | 10  |
| 4    | Newcastle Falcons | 6 | 2 | 0 | 4 | 10 | 20 | 0  | 1  | 102 | 169 | -67  | 9   |

## Phase finale
Les cinq premières équipes ainsi que les trois meilleures deuxièmes sont qualifiées pour les quarts de finale. Les équipes les mieux classées en phase de poule reçoivent de quart de finale, puis en demi-finale.
Les équipes sont départagées selon les critères suivants :
- plus grand nombre de points de classement ;
- meilleure différence de points ;
- plus grand nombre d'essais marqués.

| Rang | Clubs            | Matchs joués | Points de clt | Différence de points | Essais marqués |
| ---- | ---------------- | ------------ | ------------- | -------------------- | -------------- |
| 1    | Saracens         | 6            | 28            | +104                 | 23             |
| 2    | Racing 92        | 6            | 26            | +75                  | 26             |
| 3    | Leinster         | 6            | 25            | +116                 | 27             |
| 4    | Edimbourg Rugby  | 6            | 23            | +71                  | 16             |
| 5    | Munster          | 6            | 21            | +66                  | 14             |
| 6    | Ulster           | 6            | 22            | +3                   | 22             |
| 7    | Stade toulousain | 6            | 21            | +13                  | 16             |
| 8    | Glasgow Warriors | 6            | 19            | +28                  | 19             |
| 9    | Montpellier HR   | 6            | 16            | +42                  | 21             |
| 10   | Exeter Chiefs    | 6            | 14            | +20                  | 14             |

Les équipes en italique ont terminé deuxièmes de leur groupe mais ne sont pas qualifiées pour les quarts de finale.

### Tableau final
|  | Quarts de finale                                       | Quarts de finale                            |          |    | Demi-finales                                 | Demi-finales                                 |  |  | Finale                                                | Finale                                                |
|  | Quarts de finale                                       | Quarts de finale                            |          |    | Demi-finales                                 | Demi-finales                                 |  |  | Finale                                                | Finale                                                |
|  |                                                        |                                             |          |    |                                              |                                              |  |  |                                                       |                                                       |
|  | le 30 mars 2019 au Allianz Park à Londres              | le 30 mars 2019 au Allianz Park à Londres   |          |    | le 20 avril 2019 à la Ricoh Arena à Coventry | le 20 avril 2019 à la Ricoh Arena à Coventry |  |  | le 11 mai 2019 au St James' Park, Newcastle upon Tyne | le 11 mai 2019 au St James' Park, Newcastle upon Tyne |
|  | le 30 mars 2019 au Allianz Park à Londres              | le 30 mars 2019 au Allianz Park à Londres   |          |    | le 20 avril 2019 à la Ricoh Arena à Coventry | le 20 avril 2019 à la Ricoh Arena à Coventry |  |  | le 11 mai 2019 au St James' Park, Newcastle upon Tyne | le 11 mai 2019 au St James' Park, Newcastle upon Tyne |
|  | Saracens                                               | 56                                          |          |    | le 20 avril 2019 à la Ricoh Arena à Coventry | le 20 avril 2019 à la Ricoh Arena à Coventry |  |  | le 11 mai 2019 au St James' Park, Newcastle upon Tyne | le 11 mai 2019 au St James' Park, Newcastle upon Tyne |
|  | Saracens                                               | 56                                          |          |    | le 20 avril 2019 à la Ricoh Arena à Coventry | le 20 avril 2019 à la Ricoh Arena à Coventry |  |  | le 11 mai 2019 au St James' Park, Newcastle upon Tyne | le 11 mai 2019 au St James' Park, Newcastle upon Tyne |
|  | Glasgow Warriors                                       | 27                                          |          |    | le 20 avril 2019 à la Ricoh Arena à Coventry | le 20 avril 2019 à la Ricoh Arena à Coventry |  |  | le 11 mai 2019 au St James' Park, Newcastle upon Tyne | le 11 mai 2019 au St James' Park, Newcastle upon Tyne |
|  | Glasgow Warriors                                       | 27                                          | Saracens | 32 |                                              |                                              |  |  | le 11 mai 2019 au St James' Park, Newcastle upon Tyne | le 11 mai 2019 au St James' Park, Newcastle upon Tyne |
|  | le 30 mars 2019 au Murrayfield Stadium à Édimbourg     |                                             | Saracens | 32 |                                              |                                              |  |  | le 11 mai 2019 au St James' Park, Newcastle upon Tyne | le 11 mai 2019 au St James' Park, Newcastle upon Tyne |
|  |                                                        | Munster                                     | 16       |    |                                              |                                              |  |  | le 11 mai 2019 au St James' Park, Newcastle upon Tyne | le 11 mai 2019 au St James' Park, Newcastle upon Tyne |
|  | Edimbourg Rugby                                        | Munster                                     | 16       | 13 |                                              |                                              |  |  | le 11 mai 2019 au St James' Park, Newcastle upon Tyne | le 11 mai 2019 au St James' Park, Newcastle upon Tyne |
|  | Edimbourg Rugby                                        |                                             |          | 13 |                                              |                                              |  |  | le 11 mai 2019 au St James' Park, Newcastle upon Tyne | le 11 mai 2019 au St James' Park, Newcastle upon Tyne |
|  | Munster                                                | 17                                          |          |    |                                              |                                              |  |  | le 11 mai 2019 au St James' Park, Newcastle upon Tyne | le 11 mai 2019 au St James' Park, Newcastle upon Tyne |
|  | Munster                                                | 17                                          | Saracens | 20 |                                              |                                              |  |  |                                                       |                                                       |
|  | le 30 mars 2019 à l'Aviva Stadium à Dublin             |                                             | Saracens | 20 |                                              |                                              |  |  |                                                       |                                                       |
|  |                                                        | Leinster                                    | 10       |    |                                              |                                              |  |  |                                                       |                                                       |
|  | Leinster                                               | Leinster                                    | 10       | 21 |                                              |                                              |  |  |                                                       |                                                       |
|  | Leinster                                               | le 21 avril 2019 à l'Aviva Stadium à Dublin |          | 21 |                                              |                                              |  |  |                                                       |                                                       |
|  | Ulster                                                 | 18                                          |          |    |                                              |                                              |  |  |                                                       |                                                       |
|  | Ulster                                                 | 18                                          | Leinster | 30 |                                              |                                              |  |  |                                                       |                                                       |
|  | le 31 mars 2019 à la Paris La Défense Arena à Nanterre |                                             | Leinster | 30 |                                              |                                              |  |  |                                                       |                                                       |
|  |                                                        | Stade toulousain                            | 12       |    |                                              |                                              |  |  |                                                       |                                                       |
|  | Racing 92                                              | Stade toulousain                            | 12       | 21 |                                              |                                              |  |  |                                                       |                                                       |
|  | Racing 92                                              |                                             |          | 21 |                                              |                                              |  |  |                                                       |                                                       |
|  | Stade toulousain                                       | 22                                          |          |    |                                              |                                              |  |  |                                                       |                                                       |
|  | Stade toulousain                                       | 22                                          |          |    |                                              |                                              |  |  |                                                       |                                                       |

### Quarts de finale
| Samedi 30 mars 2019 13 h 45 | Edimbourg Rugby                                                                                          | 13 - 17 (10 - 7) | Munster | Murrayfield Stadium à Édimbourg 36 358 spectateurs Arbitre : Pascal Gaüzère |
| Samedi 30 mars 2019 13 h 45 | Essai(s) : 1 Dean (27e) Transformation(s) : 1 Van der Walt (28e) Pénalité(s) : 2 Van der Walt (36e, 51e) |                  | Essai(s) : 2 Earls (19e, 71e) Transformation(s) : 2 Carbery (20e), Bleyendaal (72e) Pénalité(s) : 1 Bleyendaal (47e) Carton(s) jaune(s) : 1 Beirne (12e) | Murrayfield Stadium à Édimbourg 36 358 spectateurs Arbitre : Pascal Gaüzère |
| Samedi 30 mars 2019 13 h 45 | |                  | | Murrayfield Stadium à Édimbourg 36 358 spectateurs Arbitre : Pascal Gaüzère |

| Samedi 30 mars 2019 16 h 15 | Saracens | 56 - 27 (22 - 13) | Glasgow Warriors | Allianz Park à Londres 10 997 spectateurs Arbitre : Nigel Owens |
| Samedi 30 mars 2019 16 h 15 | Essai(s) : 7 Williams (5e, 49e), Strettle (26e, 57e), Barritt (30e), George (63e), Tompkins (70e) Transformation(s) : 6 Lozowski (6e, 31e, 50e, 58e, 64e, 71e) Pénalité(s) : 3 Lozowski (15e, 43e, 55e) |                   | Essai(s) : 3 Price (2e), Horne (67e), Fagerson (80e+1) Transformation(s) : 3 Hastings (3e, 68e, 80e+2) Pénalité(s) : 2 Hastings (33e, 38e) | Allianz Park à Londres 10 997 spectateurs Arbitre : Nigel Owens |
| Samedi 30 mars 2019 16 h 15 | |                   | | Allianz Park à Londres 10 997 spectateurs Arbitre : Nigel Owens |

| Samedi 30 mars 2019 18 h 45 | Leinster | 21 - 18 (11 - 13) | Ulster | Aviva Stadium à Dublin 51 700 spectateurs Arbitre : Romain Poite |
| Samedi 30 mars 2019 18 h 45 | Essai(s) : 2 R. Byrne (10e), A. Byrne (53e) Transformation(s) : 1 R. Byrne (54e) Pénalité(s) : 3 R. Byrne (30e, 34e, 71e) |                   | Essai(s) : 2 Treadwell (5e), Marshall (63e) Transformation(s) : 1 Cooney (6e) Pénalité(s) : 2 Cooney (21e, 38e) | Aviva Stadium à Dublin 51 700 spectateurs Arbitre : Romain Poite |
| Samedi 30 mars 2019 18 h 45 | |                   | | Aviva Stadium à Dublin 51 700 spectateurs Arbitre : Romain Poite |

| Dimanche 31 mars 2019 16 h 15 | Racing 92 | 21 - 22 (10 - 19) | Stade toulousain | Paris La Défense Arena à Nanterre 26 092 spectateurs Arbitre : Luke Pearce |
| Dimanche 31 mars 2019 16 h 15 | Essai(s) : 2 Thomas (18e), Chat (73e) Transformation(s) : 1 Machenaud (28e) Pénalité(s) : 3 Machenaud (13e, 48e, 54e) Carton(s) jaune(s) : 1 Thomas (28e), Imhoff (66e) |                   | Essai(s) : 3 Dupont (6e, 35e), Médard (30e) Transformation(s) : 2 Holmes (7e), Ntamack (36e) Pénalité(s) : 1 Ramos (67e) Carton(s) rouge(s) : 1 Holmes (22e) | Paris La Défense Arena à Nanterre 26 092 spectateurs Arbitre : Luke Pearce |
| Dimanche 31 mars 2019 16 h 15 | |                   | | Paris La Défense Arena à Nanterre 26 092 spectateurs Arbitre : Luke Pearce |

### Demi-finales
| 20 avril 2019 16 h 00 | Saracens | 32 - 16 (12 - 9) | Munster | Ricoh Arena à Coventry 16 235 spectateurs Arbitre : Jérôme Garcès |
| 20 avril 2019 16 h 00 | Essai(s) : 2 Rhodes (43e), B. Vunipola (72e) Transformation(s) : 2 Farrell (44e, 73e) Pénalité(s) : 6 Farrell (3e, 18e, 27e, 40e, 47e, 54e) Carton(s) jaune(s) : 1 Koch (77e) |                  | Essai(s) : 1 Sweetnam (61e) Transformation(s) : 1 Hanrahan (62e) Pénalité(s) : 3 Bleyendaal (10e, 31e), Murray (37e) | Ricoh Arena à Coventry 16 235 spectateurs Arbitre : Jérôme Garcès |
| 20 avril 2019 16 h 00 | |                  | | Ricoh Arena à Coventry 16 235 spectateurs Arbitre : Jérôme Garcès |

| 21 avril 2019 16 h 15 | Leinster | 30 - 12 (17 - 6) | Stade toulousain                                                                      | Aviva Stadium à Dublin 42 916 spectateurs Arbitre : Wayne Barnes |
| 21 avril 2019 16 h 15 | Essai(s) : 3 Lowe (14e), L. McGrath (26e), Fardy (53e) Transformation(s) : 3 Sexton (15e, 27e, 54e) Pénalité(s) : 3 Sexton (10e, 65e), R. Byrne (77e) Carton(s) jaune(s) : 1 Henshaw (30e) |                  | Pénalité(s) : 4 Ramos (6e, 31e, 44e), Ntamack (60e) Carton(s) jaune(s) : 1 Gray (25e) | Aviva Stadium à Dublin 42 916 spectateurs Arbitre : Wayne Barnes |
| 21 avril 2019 16 h 15 | |                  |                                                                                       | Aviva Stadium à Dublin 42 916 spectateurs Arbitre : Wayne Barnes |

### Finale
| 11 mai 2019 18 h 00 | Saracens | 20 - 10 (10 - 10) | Leinster | St James' Park, Newcastle upon Tyne 51 930 spectateurs Arbitre : Jérôme Garcès |
| 11 mai 2019 18 h 00 | Essai(s) : 2 Maitland (40e+2), B. Vunipola (67e) Transformation(s) : 2 Farrell (40e+3, 68e) Pénalité(s) : 2 Farrell (38e, 58e) Carton(s) jaune(s) : 1 Itoje (29e) | Rapport           | Essai(s) : 1 Furlong (31e) Transformation(s) : 1 Sexton (32e) Pénalité(s) : 1 Sexton (3e) Carton(s) jaune(s) : 1 Fardy (57e) | St James' Park, Newcastle upon Tyne 51 930 spectateurs Arbitre : Jérôme Garcès |
| 11 mai 2019 18 h 00 | | Rapport           | | St James' Park, Newcastle upon Tyne 51 930 spectateurs Arbitre : Jérôme Garcès |

## Statistiques

### Meilleurs réalisateurs
| Rang | Joueur            | Club             | Essais | Transf. | Pén. | Drops | Points de clt. |
| ---- | ----------------- | ---------------- | ------ | ------- | ---- | ----- | -------------- |
| 1    | Owen Farrell      | Saracens         | 0      | 19      | 17   | 0     | 89             |
| 2    | Jaco van der Walt | Edinburgh Rugby  | 0      | 11      | 17   | 0     | 73             |
| 3    | Thomas Ramos      | Stade toulousain | 0      | 9       | 18   | 0     | 72             |
| 4    | Joey Carbery      | Munster          | 3      | 11      | 11   | 0     | 70             |
| 5    | Adam Hastings     | Glasgow Warriors | 1      | 13      | 10   | 0     | 61             |
| 6    | Ruan Pienaar      | Montpellier HR   | 1      | 15      | 7    | 0     | 56             |
| 7    | Jonathan Sexton   | Leinster         | 0      | 19      | 5    | 0     | 53             |
| 8    | Finn Russell      | Racing 92        | 0      | 14      | 6    | 0     | 46             |
| 9    | Ross Byrne        | Leinster         | 1      | 8       | 8    | 0     | 45             |
| -    | George Ford       | Leicester Tigers | 0      | 9       | 9    | 0     | 45             |

### Meilleurs marqueurs
| Rang | Joueur               | Club             | Essais |
| ---- | -------------------- | ---------------- | ------ |
| 1    | Jacob Stockdale      | Ulster           | 6      |
| -    | Sean Cronin          | Leinster         | 6      |
| 3    | Henry Immelman       | Montpellier HR   | 5      |
| -    | Juan Imhoff          | Racing 92        | 5      |
| -    | Simon Zebo           | Racing 92        | 5      |
| -    | Steffan Evans        | Scarlets         | 5      |
| -    | Antoine Dupont       | Stade toulousain | 5      |
| -    | Sean Maitland        | Saracens         | 5      |
| 8    | Aled Summerhill (en) | Cardiff Blues    | 4      |
| -    | Johnny McNicholl     | Scarlets         | 4      |
| -    | Virimi Vakatawa      | Racing 92        | 4      |
| -    | Sofiane Guitoune     | Stade toulousain | 4      |
| -    | Maxime Médard        | Stade toulousain | 4      |
| -    | James Lowe           | Leinster         | 4      |
| -    | Teddy Iribaren       | Racing 92        | 4      |